# آن جونز (تنیس‌باز)
 آن جونز (انگلیسی: Ann Jones؛ زاده ۷ اکتبر ۱۹۳۸) یک تنیس‌باز اهل بریتانیا است.